# Nintendo GameCube
Nintendo GameCube (japansk: ゲームキューブ Geemukyuubu) er Nintendos fjerde spillekonsol. Den gik under kodenavnet Dolphin, da den blev udviklet, og hører til i samme generation af konsoller som Segas Dreamcast, Sonys PlayStation 2, og Microsofts Xbox.
Nintendo GameCube er efterfølgeren til Nintendo 64, og den første konsol fra Nintendo, der ikke bruger Catridges, men i stedet mini-dvd'er.